# آرتور ایوانز
آرتور ایوانز (به انگلیسی: Arthur Evans) باستان‌شناس اهل بریتانیا بود. شهرت او بیشتر به دلیل کاوش در ناحیه کنوسوس در جزیره کرت یونان بود. وی در خصوص تمدن مینوسی‌ها نیز تحقیقات گسترده‌ای داشته‌است. او از دریافت‌کنندگان مدال کاپلی و از دارندگان لقب شوالیه می‌باشد.